# Fyodor Borisov
Fyodor Borisov (em russo:  Фёдор Борисов; 5 de fevereiro de 1892, data de morte desconhecida) foi um ciclista russo que competiu na prova de estrada (individual e por equipes) nos Jogos Olímpicos de Verão de 2012, embora ele não conseguiu terminar em ambas as corridas.